# FM (zespół muzyczny)
FM – kanadyjski zespół rockowy grający rock progresywny, założony w 1976 w Toronto. Założycielami grupy byli Cameron Hawkins, Nash the Slash i Martin Deller. W 1978 roku grupę opuścił Nash the Slash, a jego miejsce zajął Ben Mink. W 1980 roku grupa nagrała album City of Fear, który w Polsce spopularyzował Piotr Kaczkowski poprzez audycję MiniMax.

## Dyskografia
- 1977 – Black Noise
- 1977 – Direct to Disc
- 1979 – Surveillance
- 1980 – City of Fear
- 1985 – CON-TEST
- 1987 – Tonight
- 1995 – RetroActive